# Dýchání
Dýchání (respirace /ve fyziologii ventilace/) je proces výměny plynů, zejména kyslíku a oxidu uhličitého mezi organizmem a jeho externím prostředím. Projevem tohoto procesu je dech. Dýchání představuje kaskádu chemických reakcí v buňkách, které se označují jako buněčné dýchání, tedy užití kyslíku k oxidaci organických molekul a k výrobě ATP. Dýchání je proces typický pro aerobní organizmy. Anaerobní oxidace je pak kvašení, jež je méně efektivní.
Zdrojem kyslíku je vnější prostředí, rovněž zvané respirační médium. Respiračním médiem může být vzduch ( u suchozemských živočichů, většiny rostlin a hub) nebo voda (u vodních živočichů).
Pojem dýchání by neměl být zaměňován s buněčným dýcháním (cell respiration), při kterém za účelem získání energie dochází k biochemickým reakcím za vstupu glukózy.

## Dýchací soustava

Lidská dýchací soustava

Místem, kde probíhá výměna plynů, je tzv. respirační povrch. Mechanizmem přenosu plynů je vždy difuze, jejíž rychlost je přímo úměrná povrchu, jímž výměna probíhá a nepřímo úměrná druhé mocnině vzdálenosti přes niž difuze probíhá. U prvoků a dalších jednobuněčných organizmů probíhá dýchání na celém povrchu těla (buňky). Také u žahavců a ploštěnců nejsou vyvinuty specializované dýchací mechanizmy a dýchání probíhá celým povrchem těla (stejně tak u žížaly).
U jiných mnohobuněčných živočichů jsou vyvinuty specializované orgány, které mají zpravidla velký povrch. Třemi nejběžnějšími dýchacími orgány jsou plíce, žábry a vzdušnice. Tyto orgány vytváří specifickou orgánovou soustavu, zvanou dýchací soustava. Rozlišujeme různé dýchací soustavy, které jsou specializované na různé životní podmínky. Zatímco žábry se vyskytují především u vodních organizmů, plíce se vyvinuly u organizmů suchozemských. Přesto je mechanizmus funkce u všech dýchacích soustav podobný.

## Proces dýchání
Při dýchání dochází k tzv. ventilaci, díky níž je čerstvý vzduch stále v kontaktu s povrchem dýchacího orgánu. V praxi to u suchozemských obratlovců znamená, že nádechem (inspirium) se dostane nový vzduch do plic a výdechem (expirium) se použitý vzduch odstraní. U různých skupin organizmů se však vyvinuly rozdílné mechanizmy ventilace dýchacího orgánu.
Po těle se rozvádí kyslík buď systémech "trubek" (vzdušnice hmyzu), nebo častěji rozpuštěn v krvi. V krvi jsou přítomné dýchací pigmenty, jako je hemocyanin (někteří členovci, měkkýši), nebo hemoglobin (obratlovci).

## Mechanizmus dýchání u suchozemských obratlovců

### Vdech a výdech
Dýchací pohyby obratlovců zabezpečuje dýchací svalstvo a některé další orgány. Čerstvý vzduch do plic se přitom může dostávat více způsoby. Například žáby dýchají při pozitivním tlaku. To znamená, že před vdechem sníží dno dutiny ústní, natáhnou vzduch do nozder, stlačí ústní dutinu a tím vzduch vtlačují do průdušnice. U člověka a jiných savců se vyvinulo dýchání při negativním tlaku. To znamená, že nitrohrudní tlak je při vdechu i výdechu negativní vůči atmosférickému tlaku (při výdechu proti odporu může být pozitivní). Konkrétní hodnoty u člověka jsou přibližně -0,8 kPa při vdechu a -0,33 kPa při výdechu. Vzduch je tak do plic člověka tažen, nikoliv tlačen. Rozdíl mezi max. nádechovou kapacitou a max. výdechovou kapacitou se nazývá vitální kapacita.

### Dýchací svaly savců
Dýchací svaly mění objem hrudního koše, načež se roztahují plíce. Plyn se vždy přesouvá z místa vyššího tlaku do nižšího tlaku, čímž je vzduch nasáván do plic. Naopak při výdechu se objem plic zmenší a vzduch je vytlačen ven. Dýchací svaly se rozdělují na inspirační (vdechové) a na expirační (výdechové). Tyto se ještě dělí na základní a na pomocné.

### Dýchací stereotyp člověka
Mezi vdechové svaly člověka patří zejména bránice, která svým kupolovitým tvarem odděluje dutinu hrudní od dutiny břišní. Při vdechu se kupolovitost bránice napíná doplocha, čímž okraje bránice zvedají hrudní koš vzhůru a střed bránice se opírá o obsah dutiny břišní pod ní. Tím dochází k pístovému pohybu bránice, který napomáhá vdechu do plic podtlakem v dutině hrudní a naopak střevní peristaltice tlakem v dutině břišní. Tento správný stereotyp dechu (břišní dýchání) je důležitý i z hlediska postury. Napřimuje trup člověka dechovou vlnou odspodu, aniž by člověk přetěžoval krční svalstvo zdvihem ramen, zároveň ulevuje i bederním obratlům. Pokud tento typ dýchání není přítomen, rezultuje v přetěžování krční páteře, příp. v bolestech hlavy, tinnitu aj.
Bránice je inervována bráničním nervem. Do určité míry se při nádechu uplatňují i zevní mezižeberní svaly (zdvihají žebra) a na krku svaly kloněné (mm. scaleni) - zejména při zvýšené intenzitě dýchání. Také zdvihač hlavy (m. sternocleidomastoideus) zvedá částečně hrudní koš.
Při klidovém dýchání je základním mechanismem výdechu pasivní retrakce plic a hrudníku vlastní tíhou, případně elastickou silou hrudníku a plic. Proto se v klidu neúčastní výdechu žádné svaly. Až při forsírovaném výdechu se uplatňují svaly tzv. břišního lisu, které ze stran stlačují břišní dutinu a vrací bránici kupolovité vyklenutí. Břišní lis tvoří přímý sval břišní, vnější a vnitřní šikmý sval a příčný sval břišní. Dále se při výdechu uplatňují vnitřní mezižeberní svaly, které táhnou žebra dolů.

### Přenos krví
V plicních sklípcích kyslík difunduje do krve, a to na základě pravidla, že kyslík má v odkysličené krvi nižší parciální tlak. V rámci toho přechází přes tenký vlhký epitel plicních sklípků (tzv. alveokapilární membránu). Naopak oxid uhličitý má v krvi vyšší parciální tlak, a proto v plicích uniká přes epitel ven z kapilár. K přenosu krví využívají suchozemští obratlovci dýchacích pigmentů. U téměř všech obratlovců je jím hemoglobin v červených krvinkách. Hemoglobin má čtyři podjednotky, každá má svůj kofaktor (tzv. hemová skupina), jenž ve svém centru nese atom železa. Každá molekula může přenášet čtyři molekuly O2. Z krve se dostává kyslík tenkými kapilárami, v nichž se radikálně zpomaluje rychlost krve a kyslík podle gradientu svého parciálního tlaku přestupuje z krve do okolních tkání.

## Řízení dýchání

### Dýchací centra
Dýchací svaly u člověka jsou inervovány motoneurony umístěnými v C1-C8 a Th1-Th7 (v 1. až 8. krčním míšním segmentu a v 1. až 7. hrudním míšním segmentu). Těmto motoneuronům je nadřazené tzv. dýchací centrum v prodloužené míše. Toto je tvořeno dvěma skupinami neuronů, jež se navzájem inhibují: jedna skupina, aktivní při vdechu, inhibuje druhou skupinu, aktivní při výdechu a naopak. Dýchací centrum reaguje i zvýšením frekvence dechu při tělesné zátěži. Dýchacímu centru je dále nadřazena retikulární formace v prodloužené míše, která moduluje činnost dýchacího centra na základě aferentních signálů z periferních receptorů prostřednictvím různých zpětných vazeb a signálů z vyšších etáží mozku. Na rozdíl od ovlivnění činnosti srdce je tak možné do dýchání zasahovat i vědomě: je možné zadržet dech, ovlivnit rychlost dýchání apod.
Dýchání je úzce spjato i s činností oběhové soustavy, dále s kašlacím a kýchacím reflexem, polykáním, zíváním, mluvením, zpíváním a různými emočními a psychickými vlivy.

### Receptory a reflexy
Glomus caroticum a glomus aorticum, periferní chemoreceptory v oblouku aorty a při a.carotis communis registrují parciální tlak kyslíku (P(O2)) v arteriální krvi. Jsou citlivé na vzestup parciálního tlaku CO2 a snížení pH krve. Tyto receptory informují výše nadřazená centra zvýšením své frekvence impulzů. To se děje při snížení P(O2) pod 8kPa (normální hodnota je 13,66 kPa). Signály z glomus caroticum a aorticum cestou n.vagus a n.glossopharyngeus zajišťuje zvýšení dýchací frekvence, což zajistí opětovnou normalizaci P(O2).
Centrální chemosenzory na přední straně prodloužené míchy reagují na vzestup CO2 a pH v likvoru. Následuje jimi zprostředkované zvýšení dýchací frekvence, které hladinu CO2 v krvi a v likvoru sníží (pH se zvýší). Tento mechanizmus je velmi efektivní: např. při zvýšení P(CO2) z 5 kPa na 9kPa se minutový dýchací objem zvýší desetinásobně.
Heringův-Breuerův reflex (taktéž Breuerův-Heringův reflex) snižuje hloubku dechů při zvýšené ventilaci. Na jeho počátku jsou tahové receptory v plicích, ve stěně trachey a bronchů.
Činnost dýchacích svalů je ovlivňována zpětnými vazbami zprostředkovanými svalovými vřeténky. Ta míšními reflexy přizpůsobí činnost dýchacích svalů odporům v plicích a v hrudníku.

### Dechová frekvence
eupnoe- fyziologické dýchání: 16-20 dechů za minutu
bradypnoe- zpomalené dýchání: méně než 16 dechů za minutu
tachypnoe- zrychlené dýchání: více než 20 dechů za minutu

### Hloubka dechu
Kussmaulovo: hyperventilující dýchání, způsobuje je acidoza např. u cukrovky
Cheyneovo–Stokesovo: dechy se postupně prohlubují, poté se stávají mělčími až po apnoickou pauzu, tento fenomén se stále opakuje (při acidoze, intoxikaci salicyáty či metanolem)
Biotovo: nepravidelné dechy střídané apnoickými pauzami, bývá předzvěstí smrti
Apnoe neboli bezdeší: trvá buď několik sekund a dýchání se obnoví, nebo je delší a pro obnovení dechu je třeba resuscitace.

## Poruchy související s dýcháním
- anafylaktický šok – silná alergická reakce
- apnoe – zástava dechu
- Aspirace (lékařství)
- Astma
- Dušení
- Dušnost (dyspnoe)
- hypoxie – nedostatečné zásobování tkání kyslíkem
- myastenie – svalová ochablost a abnormální únava
- Otrava oxidem uhličitým – CO2
- Otrava oxidem uhelnatým – CO
- Plynová embolie - embolie = náhlé zablokování krevní cévy
- pneumonie – zápal plic
- Silný akutní respirační syndrom
- Syndrom náhlého úmrtí kojenců
- plicní edém
- utopení
- Kussmaulovo dýchání
- Cheyneovo–Stokesovo dýchání
- Biotovo dýchání